# Стара Коженювка
Стара Коженювка (пол. Stara Korzeniówka) — село в Польщі, у гміні Гомбін Плоцького повіту Мазовецького воєводства.
Населення — 83 особи (2011).
У 1975-1998 роках село належало до Плоцького воєводства.

## Демографія
Демографічна структура станом на 31 березня 2011 року:
|          | Загалом | Допрацездатний вік | Працездатний вік | Постпрацездатний вік |
| -------- | ------- | ------------------ | ---------------- | -------------------- |
| Чоловіки | 41      | 7                  | 27               | 7                    |
| Жінки    | 42      | 6                  | 26               | 10                   |
| Разом    | 83      | 13                 | 53               | 17                   |